# Baguim do Monte
Baguim do Monte is een plaats (freguesia) in de Portugese gemeente Gondomar en telt 13 943 inwoners (2001).